# Metsing Lekhanya
Justin Metsing Lekhanya (Thaba-Tseka, 7 de abril de 1938-Maseru, 20 de enero de 2021), fue un militar y político lesotense, general en retiro y ex primer ministro, ministro de Defensa y presidente de la Junta Militar de Lesoto desde el 24 de enero de 1986 hasta el 2 de mayo de 1991.
Lekhanya era comandante de la armada cuando derrocó al entonces primer ministro Leabua Jonathan en un golpe de Estado militar. Lekhanya inmediatamente solicitó establecer relaciones con Sudáfrica, país con el que existía tensión cuando Jonathan dirigía el Congreso Nacional de África. Lekhanya le dio más poderes al Rey, pero luego entró en una disputa con él, deponiéndolo en otro golpe militar en 1990. Luego el Rey fue reinstaurado y Lekhanya fue derrocado por otro golpe militar en 1991. Lekhanya se convirtió luego en el líder del Partido Nacional Basotho, principal partido de la oposición del país, quienes solamente contaban con algunos asientos en el Parlamento. De acuerdo a lo señalado por Lekhanya, fueron víctimas de un severo fraude en las últimas elecciones de Lesoto.